# Ironsworn
Ironsworn est une série de jeux de rôle indépendants jouables en solo écrite par Shawn Tomkin.

## Historique
Le jeu initial Ironsworn est autopublié en 2018.
En 2022, son adaptation dans un univers de science-fiction, Ironsworn:Starforged, est publiée par l'éditeur anglais Modiphius Entertainment. Il s'agit d'un jeu indépendant qui ne requiert pas de posséder Ironsworn pour jouer.
En juin 2024, l'éditeur français 500 nuances de Geek lance un financement participatif pour une traduction et impression des jeux en français.

## Univers
L'univers du jeu Ironsworn, Les Terres de Fer, est de type low fantasy ; il est situé dans un pays sauvage d'inspiration nordique à la limite de la civilisation où quelques lieux de peuplement subsistent,,.
L'univers de Starforged est situé dans un futur lointain où l'Humanité a quitté la Voie lactée à la suite d'une catastrophe et survit sur plusieurs planètes dans un amas d'étoiles appelé La Forge.

## Spécificités du système de jeu
Shawn Tomkin s'est inspiré entre autres du système Powered by the Apocalypse. Le joueur raconte l'histoire et effectue ensuite des actions ou manœuvres (en anglais : moves) lorsque cela a du sens sur le plan narratif. Des dés sont lancés pour déterminer si l'action est un succès ou un échec.
Les vœux de fer, qui sont des serments solennels, sont le principal mécanisme par lequel un joueur peut suivre ses progrès et atteindre ses objectifs ; c'est une forme de quête. L'expérience peut être acquise en accomplissant des vœux, puis dépensée pour améliorer les atouts existants ou en gagner de nouveaux .
Il existe trois façons de jouer :
- Guidée : Un ou plusieurs joueurs incarnent leur personnage, tandis qu'un meneur de jeu (MJ) modère la session.
- Coopérative : un ou plusieurs joueurs jouent ensemble pour surmonter des défis et accomplir des quêtes. Aucun MJ requis.
- Solo : Un joueur incarne un personnage solitaire poussé à accomplir ses vœux dans un monde dangereux[10].

Pour le mode de jeu en solo, les ouvrages contiennent des tables aléatoires, appelées « Oracles  », qui peuvent décrire les actions ou caractéristiques des personnages non-joueurs rencontrés, des lieux, des éléments de scénarios, etc.
Le système de jeu est publié pour les productions non commerciales sous la licence CC BY-NC-SA 4.0 (Attribution - Utilisation non commerciale - Partage dans les mêmes conditions 4.0 International), et pour des productions commerciales sous la licence CC-BY 4.0 (Attribution 4.0 International).

## Réception
Rob Wieland pour Forbes a nommé Ironsworn l'un de ses produits RPG préférés de 2022 et l'un des meilleurs jeux de rôle fantastiques sur table pour jouer en solo.
Selon jeuxderôle.com, Ironsworn est devenu une référence dans la communauté des jeux de rôle solitaires.

## Suppléments

### Ironsworn
- Ironsworn Lodestar (2018) : un guide de référence qui contient une table aléatoire sur la disposition des personnages ainsi que des statistiques de départ alternatives pour des modes de jeu plus faciles et plus difficiles.
- Ironsworn: Delve (2020) : cette extension ajoute du contenu supplémentaire au jeu, notamment des mécanismes d'exploration de donjons.
- Ironsworn Lodestar, guide de référence étendu (2025)[14] : une version plus complète du guide de référence de 2018

### Starforged
- Ironsworn: Starforged (2022) : financé dans le cadre d'une campagne Kickstarter, il s'agit d'un nouveau livre de règles de base adaptant le système Ironsworn original à un univers de science-fiction dans l'espace. En plus d'un nouvel univers, le jeu contient de nouvelles règles, de nouveaux atouts, de nouvelles actions et de nouvelles tables aléatoires[5].
- Ironsworn: Starforged Sundered Isles (2024) : Ce supplément introduit un univers dédié à la piraterie pour Starforged, en remplaçant les vaisseaux spatiaux par des navires à voiles dans un archipel tropical[15].

## Actual play
Dans la deuxième saison de Me, Myself and die!, une série sur YouTube dédiée au jeu de rôle sur table solo, l'acteur de doublage canadien Trevor Devall joue à Ironsworn.

## Récompense et nominations
- Le jeu a reçu l'ENnie Gold Winner Award 2019 du meilleur jeu/produit gratuit[17].